# Robin Sloan

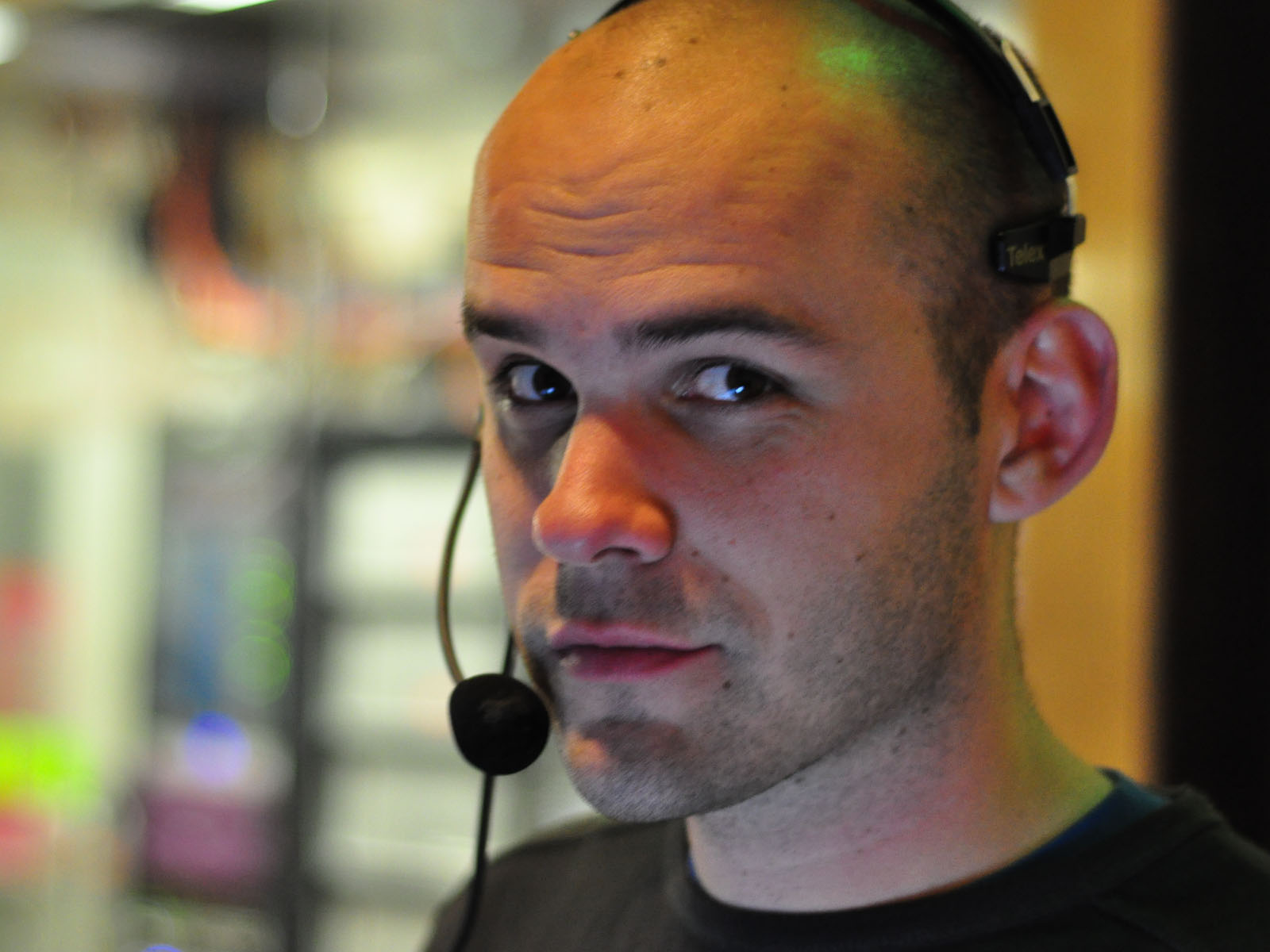
Robin Sloan (2008)

Robin Sloan (geboren 19. Dezember 1979 in der Nähe von Detroit) ist ein US-amerikanischer Wirtschaftsinformatiker und Romanautor.

## Leben
Robin Sloan besuchte die Athens High School in Troy, Michigan und studierte Wirtschaftswissenschaften an der Michigan State University. Er arbeitete seither für verschiedene Onlineplattformen, so u. a. bei Twitter. 2012 veröffentlichte er seinen ersten Roman, der in den USA ein Bestseller wurde. Das Buch wurde in acht Sprachen übersetzt und ist in über 20 Ländern erschienen, so auch auf Deutsch in zwei Auflagen.
Wie im Klappentext des Buchs angekündigt, schrieb Sloan ein kurzes Prequel mit dem Titel Ajax Penumbra 1969, das von Ereignissen berichtet, die zeitlich vor denen des Buchs liegen.
Die Bibliophilen des Grolier Clubs in New York City luden ihn zu einer Lesung ein.
Sloan lebt in San Francisco.

## Werke
- Mr. Penumbra’s 24-Hour Bookstore. Farrar, Straus and Giroux, New York 2012, ISBN 978-0-37421-491-3.
  - Die sonderbare Buchhandlung des Mr. Penumbra. Aus dem Amerikanischen von Ruth Keen. Karl Blessing Verlag, München 2014, ISBN 978-3-89667-480-7.
- Ajax Penumbra 1969. Atlantic Books, London 2014, ISBN 978-1-78239-517-1.
  - Die unglaubliche Entdeckung des Mr. Penumbra. Aus dem Amerikanischen von Wolfgang Müller. Random House, München 2014, ISBN 978-3-641-14065-6, ISBN 978-3-641-14065-6 (E-Book).
- Sourdough: A Novel. New York : MCD Farrar, Straus and Giroux, 2017, ISBN 978-0-374-20310-8.
  - Der zauberhafte Sauerteig der Lois Clary: Roman. Aus dem Amerikanischen von Dietlind Falk. Karl Blessing Verlag, München 2018, ISBN 978-3-89667-615-3.